# 24 Horas de Le Mans de 1993
As 24 Hours of Le Mans de 1993 foi o 61º grande prêmio automobilístico das 24 Horas de Le Mans, tendo acontecido nos dias 19 e 20 de junho 1993 em Le Mans, França no autódromo francês, Circuit de la Sarthe.

## Resultados Finais

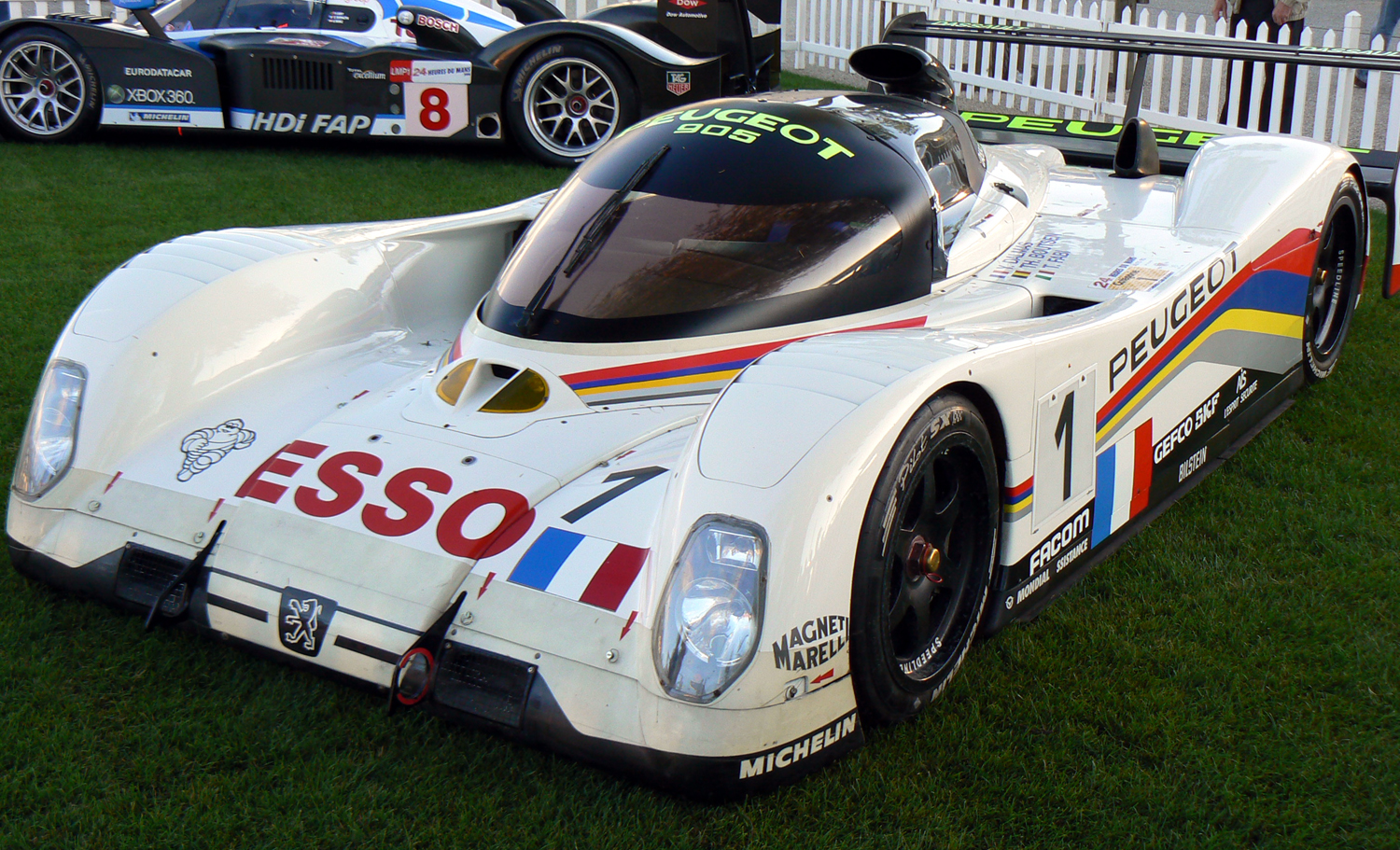
905 Evo 1B da francesa Peugeot dominou a edição de 1993 ocupando as três primeiras colocações gerais

| Pos     | Class | No | Equipe                                        | Pilotos                                                  | Chassis                            | Pneus | Voltas |
| Pos     | Class | No | Equipe                                        | Pilotos                                                  | Motor                              | Pneus | Voltas |
| ------- | ----- | -- | --------------------------------------------- | -------------------------------------------------------- | ---------------------------------- | ----- | ------ |
| 1       | C1    | 3  | Peugeot Talbot Sport                          | Eric Hélary Christophe Bouchut Geoff Brabham             | Peugeot 905 Evo 1B                 | M     | 375    |
| 1       | C1    | 3  | Peugeot Talbot Sport                          | Eric Hélary Christophe Bouchut Geoff Brabham             | Peugeot SA35 3.5L V10              | M     | 375    |
| 2       | C1    | 1  | Peugeot Talbot Sport                          | Thierry Boutsen Yannick Dalmas Teo Fabi                  | Peugeot 905 Evo 1B                 | M     | 374    |
| 2       | C1    | 1  | Peugeot Talbot Sport                          | Thierry Boutsen Yannick Dalmas Teo Fabi                  | Peugeot SA35 3.5L V10              | M     | 374    |
| 3       | C1    | 2  | Peugeot Talbot Sport                          | Philippe Alliot Mauro Baldi Jean-Pierre Jabouille        | Peugeot 905 Evo 1B                 | M     | 367    |
| 3       | C1    | 2  | Peugeot Talbot Sport                          | Philippe Alliot Mauro Baldi Jean-Pierre Jabouille        | Peugeot SA35 3.5L V10              | M     | 367    |
| 4       | C1    | 36 | Toyota Team Tom's                             | Eddie Irvine Toshio Suzuki Masanori Sekiya               | Toyota TS010                       | M     | 364    |
| 4       | C1    | 36 | Toyota Team Tom's                             | Eddie Irvine Toshio Suzuki Masanori Sekiya               | Toyota RV10 3.5L V10               | M     | 364    |
| 5       | C2    | 22 | Y's Racing Team SARD Co. Ltd.                 | Roland Ratzenberger Mauro Martini Naoki Nagasaka         | Toyota 93C-V                       | D     | 363    |
| 5       | C2    | 22 | Y's Racing Team SARD Co. Ltd.                 | Roland Ratzenberger Mauro Martini Naoki Nagasaka         | Toyota R36V 3.6L Turbo V8          | D     | 363    |
| 6       | C2    | 25 | Nisso Trust Racing Team                       | George Fouché Eje Elgh Steven Andskär                    | Toyota 93C-V                       | D     | 358    |
| 6       | C2    | 25 | Nisso Trust Racing Team                       | George Fouché Eje Elgh Steven Andskär                    | Toyota R36V 3.6L Turbo V8          | D     | 358    |
| 7       | C2    | 21 | Obermaier Racing GmbH                         | Otto Altenbach Jürgen Oppermann Loris Kessel             | Porsche 962C                       | G     | 355    |
| 7       | C2    | 21 | Obermaier Racing GmbH                         | Otto Altenbach Jürgen Oppermann Loris Kessel             | Porsche Type-935 3.0L Turbo Flat-6 | G     | 355    |
| 8       | C1    | 38 | Toyota Team Tom's                             | Geoff Lees Jan Lammers Juan Manuel Fangio II             | Toyota TS010                       | M     | 353    |
| 8       | C1    | 38 | Toyota Team Tom's                             | Geoff Lees Jan Lammers Juan Manuel Fangio II             | Toyota RV10 3.5L V10               | M     | 353    |
| 9       | C2    | 18 | Joest Porsche Racing                          | Bob Wollek Henri Pescarolo Randy Meixner                 | Porsche 962C                       | G     | 351    |
| 9       | C2    | 18 | Joest Porsche Racing                          | Bob Wollek Henri Pescarolo Randy Meixner                 | Porsche Type-935 3.0L Turbo Flat-6 | G     | 351    |
| 10      | C2    | 14 | Courage Compétition                           | Derek Bell Lionel Robert Pascal Fabre                    | Courage C30LM                      | G     | 347    |
| 10      | C2    | 14 | Courage Compétition                           | Derek Bell Lionel Robert Pascal Fabre                    | Porsche Type-935 3.0L Turbo Flat-6 | G     | 347    |
| 11      | C2    | 13 | Courage Compétition                           | Pierre Yver Jean-Louis Ricci Jean-François Yvon          | Courage C30LM                      | G     | 343    |
| 11      | C2    | 13 | Courage Compétition                           | Pierre Yver Jean-Louis Ricci Jean-François Yvon          | Porsche Type-935 3.0L Turbo Flat-6 | G     | 343    |
| 12      | C2    | 10 | Porsche Kremer Racing                         | Jürgen Lässig Giovanni Lavaggi Wayne Taylor              | Porsche 962CK6                     | D     | 328    |
| 12      | C2    | 10 | Porsche Kremer Racing                         | Jürgen Lässig Giovanni Lavaggi Wayne Taylor              | Porsche Type-935 3.0L Turbo Flat-6 | D     | 328    |
| 13      | C2    | 11 | Porsche Kremer Racing                         | Andy Evans Tomas Saldaña François Migault                | Porsche 962CK6                     | D     | 316    |
| 13      | C2    | 11 | Porsche Kremer Racing                         | Andy Evans Tomas Saldaña François Migault                | Porsche Type-935 3.0L Turbo Flat-6 | D     | 316    |
| 14      | C2    | 23 | Team Guy Chotard                              | Denis Morin Didier Caradec Alain Sturm                   | Porsche 962C                       | G     | 308    |
| 14      | C2    | 23 | Team Guy Chotard                              | Denis Morin Didier Caradec Alain Sturm                   | Porsche Type-935 3.0L Turbo Flat-6 | G     | 308    |
| 15      | GT    | 47 | Monaco Media International Larbre Compétition | Joël Gouhier Jürgen Barth Dominique Dupuy                | Porsche 911 Carrera RSR            | P     | 304    |
| 15      | GT    | 47 | Monaco Media International Larbre Compétition | Joël Gouhier Jürgen Barth Dominique Dupuy                | Porsche 3.8L Flat-6                | P     | 304    |
| 16      | GT    | 78 | Jack Leconte Larbre Compétition               | Jésus Pareja Jack Leconte Pierre de Thoisy               | Porsche 911 Carrera RSR            | ?     | 301    |
| 16      | GT    | 78 | Jack Leconte Larbre Compétition               | Jésus Pareja Jack Leconte Pierre de Thoisy               | Porsche 3.8L Flat-6                | ?     | 301    |
| 17      | GT    | 65 | Heico Dienstleistungen                        | Ulrich Richter Dirk Rainer Ebeling Karl-Heinz Wlazik     | Porsche 911 Carrera RSR            | Y     | 299    |
| 17      | GT    | 65 | Heico Dienstleistungen                        | Ulrich Richter Dirk Rainer Ebeling Karl-Heinz Wlazik     | Porsche 3.8L Flat-6                | Y     | 299    |
| 18      | GT    | 77 | Scuderia Chicco d'Oro                         | Claude Haldi Olivier Haberthur Charles Margueron         | Porsche 911 Carrera RSR            | P     | 299    |
| 18      | GT    | 77 | Scuderia Chicco d'Oro                         | Claude Haldi Olivier Haberthur Charles Margueron         | Porsche 3.8L Flat-6                | P     | 299    |
| 19      | GT    | 62 | Konrad Motorsport                             | Franz Konrad Jun Harada Antônio Herrman de Azevedo       | Porsche 911 Carrera RS             | Y     | 293    |
| 19      | GT    | 62 | Konrad Motorsport                             | Franz Konrad Jun Harada Antônio Herrman de Azevedo       | Porsche 3.8L Flat-6                | Y     | 293    |
| 20      | C2    | 24 | Graff Racing                                  | Jean-Bernard Bouvet Richard Balandras Bruno Miot         | Spice SE89C                        | G     | 288    |
| 20      | C2    | 24 | Graff Racing                                  | Jean-Bernard Bouvet Richard Balandras Bruno Miot         | Ford Cosworth DFL 3.3L V8          | G     | 288    |
| 21      | GT    | 66 | Mühlbauer Motorsport                          | Gustl Spreng Sandro Angelastri Fritz Müller              | Porsche 911 Carrera RS             | P     | 276    |
| 21      | GT    | 66 | Mühlbauer Motorsport                          | Gustl Spreng Sandro Angelastri Fritz Müller              | Porsche 3.6L Flat-6                | P     | 276    |
| 22      | GT    | 40 | Obermaier Racing GmbH                         | Philippe Olczyk Josef Prechtl Gerard Dillmann            | Porsche 911 Carrera 2 Cup          | P     | 274    |
| 22      | GT    | 40 | Obermaier Racing GmbH                         | Philippe Olczyk Josef Prechtl Gerard Dillmann            | Porsche 3.8L Flat-6                | P     | 274    |
| 23      | GT    | 55 | Agusta Racing                                 | Onofrio Russo Riccardo Agusta Paolo Mondini              | Venturi 500LM                      | D     | 274    |
| 23      | GT    | 55 | Agusta Racing                                 | Onofrio Russo Riccardo Agusta Paolo Mondini              | Renault PRV 3.0L Turbo V6          | D     | 274    |
| 24      | LMP   | 33 | Welter Racing                                 | Patrick Gonin Bernard Santal Alain Lamouille             | WR LM93                            | M     | 268    |
| 24      | LMP   | 33 | Welter Racing                                 | Patrick Gonin Bernard Santal Alain Lamouille             | Peugeot 2.0L Turbo I4              | M     | 268    |
| 25      | GT    | 57 | Écurie Toison d'Or                            | Marc Duez Eric Bachelart Philip Verellen                 | Venturi 500LM                      | D     | 267    |
| 25      | GT    | 57 | Écurie Toison d'Or                            | Marc Duez Eric Bachelart Philip Verellen                 | Renault PRV 3.0L Turbo V6          | D     | 267    |
| 26      | GT    | 49 | Team Paduwa                                   | Bruno Ilien Alain Gadal Bernard Robin                    | Porsche 911 Carrera 2 Cup          | D     | 266    |
| 26      | GT    | 49 | Team Paduwa                                   | Bruno Ilien Alain Gadal Bernard Robin                    | Porsche 3.6L Flat-6                | D     | 266    |
| 27      | GT    | 70 | Eric Graham                                   | Pascal Witmeur Michel Neugarten Jacques Tropenat         | Venturi 500LM                      | D     | 262    |
| 27      | GT    | 70 | Eric Graham                                   | Pascal Witmeur Michel Neugarten Jacques Tropenat         | Renault PRV 3.0L Turbo V6          | D     | 262    |
| 28      | GT    | 91 | Alain Lamouille                               | Patrice Roussel Edouard Sezionale Hervé Rohée            | Venturi 500LM                      | D     | 246    |
| 28      | GT    | 91 | Alain Lamouille                               | Patrice Roussel Edouard Sezionale Hervé Rohée            | Renault PRV 3.0L Turbo V6          | D     | 246    |
| 29      | GT    | 92 | BBA Compétition                               | Jean-Luc Maury-Laribière Michel Krine Patrick Camus      | Venturi 500LM                      | D     | 243    |
| 29      | GT    | 92 | BBA Compétition                               | Jean-Luc Maury-Laribière Michel Krine Patrick Camus      | Renault PRV 3.0L Turbo V6          | D     | 243    |
| 30      | LMP   | 35 | Sport & Immagine SRL                          | Fabio Magnani Luigi Taverna Roberto Ragazzi              | Lucchini SP91                      | ?     | 221    |
| 30      | LMP   | 35 | Sport & Immagine SRL                          | Fabio Magnani Luigi Taverna Roberto Ragazzi              | Alfa Romeo 3.0L V6                 | ?     | 221    |
| 31 DSQ† | GT    | 50 | TWR Jaguar Racing                             | John Nielsen David Brabham David Coulthard               | Jaguar XJ220                       | D     | 306    |
| 31 DSQ† | GT    | 50 | TWR Jaguar Racing                             | John Nielsen David Brabham David Coulthard               | Jaguar JV6 3.5L Turbo V6           | D     | 306    |
| 32 DNF  | C2    | 17 | Joest Porsche Racing                          | Manuel Reuter Frank Jelinski Louis Krages                | Porsche 962C                       | G     | 282    |
| 32 DNF  | C2    | 17 | Joest Porsche Racing                          | Manuel Reuter Frank Jelinski Louis Krages                | Porsche Type-935 3.0L Turbo Flat-6 | G     | 282    |
| 33 DNF  | LMP   | 34 | Didier Bonnet                                 | Yvan Muller Gérard Tremblay Georges Tessier              | Debora SP93                        | P     | 259    |
| 33 DNF  | LMP   | 34 | Didier Bonnet                                 | Yvan Muller Gérard Tremblay Georges Tessier              | Alfa Romeo 3.0L V6                 | P     | 259    |
| 34 DNF  | C1    | 37 | Toyota Team Tom's                             | Pierre Henri Raphanel Kenny Acheson Andy Wallace         | Toyota TS010                       | M     | 212    |
| 34 DNF  | C1    | 37 | Toyota Team Tom's                             | Pierre Henri Raphanel Kenny Acheson Andy Wallace         | Toyota RV10 3.5L V10               | M     | 212    |
| 35 DNF  | GT    | 71 | Jacadi Racing                                 | Jacques Laffite Michel Maisonneuve Christophe Dechavanne | Venturi 500LM                      | D     | 210    |
| 35 DNF  | GT    | 71 | Jacadi Racing                                 | Jacques Laffite Michel Maisonneuve Christophe Dechavanne | Renault PRV 3.0L Turbo V6          | D     | 210    |
| 36 DNF  | C2    | 15 | Porsche Kremer Racing                         | Almo Coppelli Robin Donovan Steve Fossett                | Porsche 962CK6                     | D     | 204    |
| 36 DNF  | C2    | 15 | Porsche Kremer Racing                         | Almo Coppelli Robin Donovan Steve Fossett                | Porsche Type-935 3.0L Turbo Flat-6 | D     | 204    |
| 37 DNF  | GT    | 52 | TWR Jaguar Racing                             | Paul Belmondo Jay Cochran Andreas Fuchs                  | Jaguar XJ220                       | D     | 176    |
| 37 DNF  | GT    | 52 | TWR Jaguar Racing                             | Paul Belmondo Jay Cochran Andreas Fuchs                  | Jaguar JV6 3.5L Turbo V6           | D     | 176    |
| 38 DNF  | C2    | 28 | Roland Bassaler                               | Roland Bassaler Patrick Bourdais Jean-Louis Capette      | Sauber SHS C6                      | G     | 166    |
| 38 DNF  | C2    | 28 | Roland Bassaler                               | Roland Bassaler Patrick Bourdais Jean-Louis Capette      | BMW M88 3.5L I6                    | G     | 166    |
| 39 DNF  | GT    | 44 | Lotus Sport Chamberlain Engineering           | Richard Piper Olindo Iacobelli Ferdinand de Lesseps      | Lotus Esprit S300                  | D     | 162    |
| 39 DNF  | GT    | 44 | Lotus Sport Chamberlain Engineering           | Richard Piper Olindo Iacobelli Ferdinand de Lesseps      | Lotus 2.2L Turbo I4                | D     | 162    |
| 40 DNF  | C2    | 27 | Chamberlain Engineering                       | Andy Petery Nick Adams Hervé Regout                      | Spice SE89C                        | G     | 137    |
| 40 DNF  | C2    | 27 | Chamberlain Engineering                       | Andy Petery Nick Adams Hervé Regout                      | Ford Cosworth DFZ 3.5L V8          | G     | 137    |
| 41 DNF  | C2    | 12 | Courage Compétition                           | Tomiko Yoshikawa Claude Moran Alessandro Gini            | Courage C30LM                      | G     | 108    |
| 41 DNF  | C2    | 12 | Courage Compétition                           | Tomiko Yoshikawa Claude Moran Alessandro Gini            | Porsche Type-935 3.0L Turbo Flat-6 | G     | 108    |
| 42 DNF  | GT    | 45 | Lotus Sport Chamberlain Engineering           | Yojiro Terada Peter Hardman Thorkild Thyrring            | Lotus Esprit S300                  | D     | 92     |
| 42 DNF  | GT    | 45 | Lotus Sport Chamberlain Engineering           | Yojiro Terada Peter Hardman Thorkild Thyrring            | Lotus 2.2L Turbo I4                | D     | 92     |
| 43 DNF  | GT    | 56 | Stéphane Ratel                                | Costas Los Johannes Bardutt Claude Brana                 | Venturi 500LM                      | D     | 80     |
| 43 DNF  | GT    | 56 | Stéphane Ratel                                | Costas Los Johannes Bardutt Claude Brana                 | Renault PRV 3.0L Turbo V6          | D     | 80     |
| 44 DNF  | GT    | 46 | Le Mans Porsche Team                          | Walter Röhrl Hans Joachim Stuck Hurley Haywood           | Porsche 911 Turbo S LM-GT          | G     | 79     |
| 44 DNF  | GT    | 46 | Le Mans Porsche Team                          | Walter Röhrl Hans Joachim Stuck Hurley Haywood           | Porsche 3.2L Turbo Flat-6          | G     | 79     |
| 45 DNF  | GT    | 76 | Cartronic Motorsport                          | Enzo Calderari Luigino Pagotto Lilian Bryner             | Porsche 911 Carrera 2 Cup          | P     | 64     |
| 45 DNF  | GT    | 76 | Cartronic Motorsport                          | Enzo Calderari Luigino Pagotto Lilian Bryner             | Porsche 3.6L Flat-6                | P     | 64     |
| 46 DNF  | GT    | 48 | Team Paduwa                                   | Harald Grohs Jean-Paul Libert Didier Theys               | Porsche 911 Carrera 2 Cup          | D     | 8      |
| 46 DNF  | GT    | 48 | Team Paduwa                                   | Harald Grohs Jean-Paul Libert Didier Theys               | Porsche 3.6L Flat-6                | D     | 8      |
| 47 DNF  | GT    | 51 | TWR Jaguar Racing                             | Armin Hahne Win Percy David Leslie                       | Jaguar XJ220                       | D     | 6      |
| 47 DNF  | GT    | 51 | TWR Jaguar Racing                             | Armin Hahne Win Percy David Leslie                       | Jaguar JV6 3.5L Turbo V6           | D     | 6      |
| DNS     | GT    | 72 | Simpson Engineering                           | Robin Smith Stefano Sebastiani Tetsuya Ota               | Ferrari 348 LM                     | P     | -      |
| DNS     | GT    | 72 | Simpson Engineering                           | Robin Smith Stefano Sebastiani Tetsuya Ota               | Ferrari 3.4L V8                    | P     | -      |

Legenda :DNQ = Não largou - DNF = Abandono - NC = Não classificado - DSQ= Desqualificado